# Tangara parzudakii
La tangara carafuego (Tangara parzudakii), también denominada tangara cara de fuego (en Venezuela y Perú), tangara rubicunda (en Colombia), tangara cariflama (en Ecuador) o tangara carirroja, es una especie de ave paseriforme de la familia Thraupidae, perteneciente al numeroso género Tangara. Algunos autores sostienen que la subespecie T. parzudakii lunigera se trata de una especie separada. Es nativa de regiones andinas del noroeste y oeste de América del Sur

## Distribución y hábitat
Se distribuye a lo largo de la cordillera de los Andes, desde el oeste de Venezuela (sur de Táchira), por Colombia, Ecuador, hasta el sureste de Perú (Cuzco). La subespecie T. parzudakii lunigera se distribuye por la pendiente del Pacífico del oeste de Colombia y oeste de Ecuador.
Esta especie es considerada bastante común en sus hábitats naturales: las selvas húmedas montanas y sus bordes. principalmente entre 1500 y 2500 m de altitud. En la pendiente occidental pueden llegar localmente hasta los 800 m.

## Sistemática

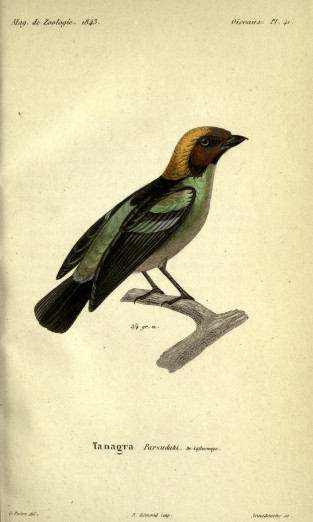
Tanagra parzudakii, ilustración de Prêtre en Magasin De Zoologie, 1843.

### Descripción original
La especie T. parzudakii fue descrita por primera vez por el ornitólogo francés Frédéric de Lafresnaye en 1843 bajo el nombre científico Tanagra parzudakii; su localidad tipo es: «alrededores de Santa Fe de Bogotá, Colombia».

### Etimología
El nombre genérico femenino Tangara deriva de la palabra en el idioma tupí «tangará», que significa «bailarín» y era utilizado originalmente para designar una variedad de aves de colorido brillante; y el nombre de la especie «parzudakii» conmemora al ornitólogo francés Émile Parzudaki (1829–1899).

### Taxonomía

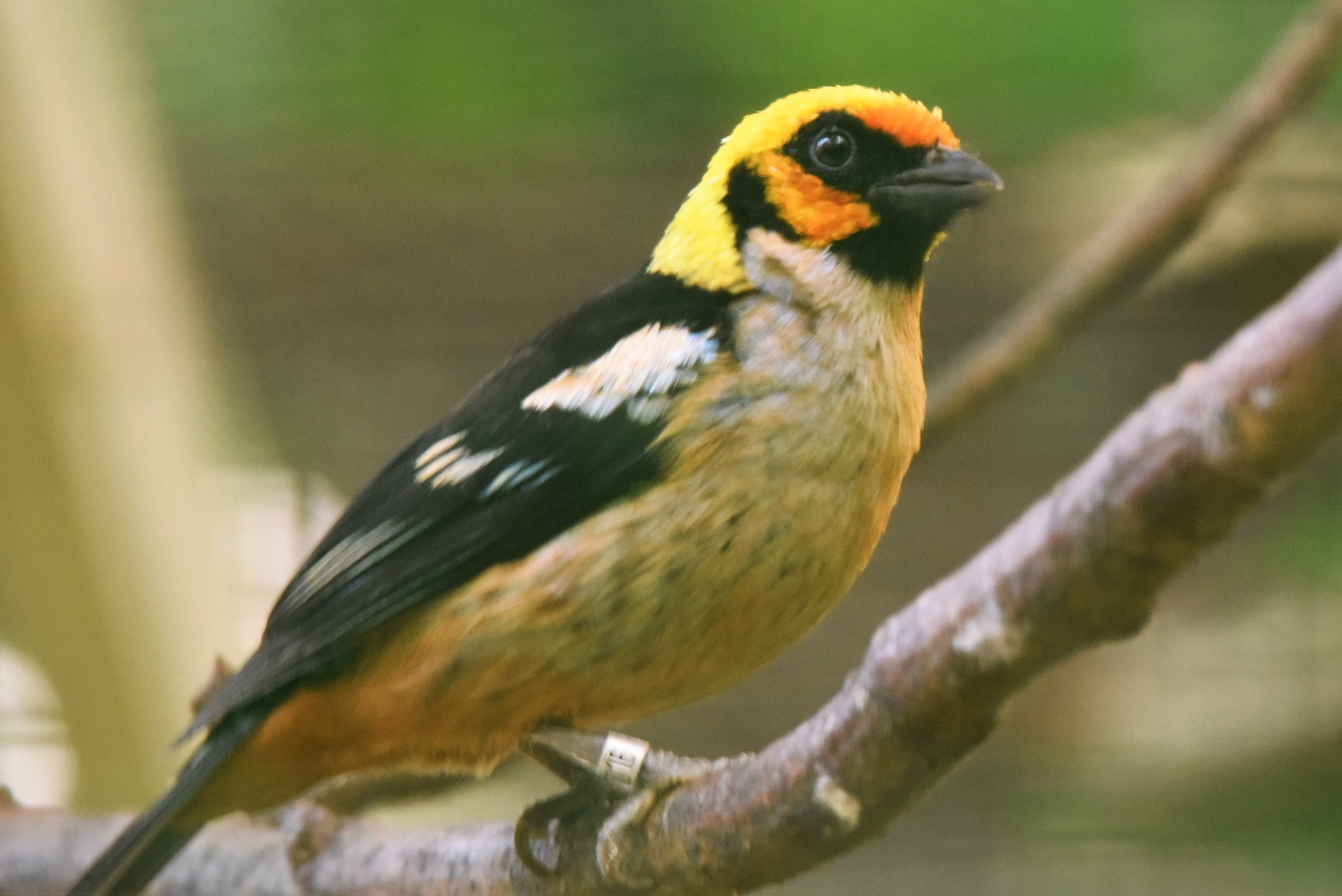
Tangara parzudakii lunigera

Los amplios estudios filogenéticos recientes demuestran que la presente especie es próxima a un clado que contiene a T. schrankii, T. johannae, T. arthus, T. icterocephala y T. florida.
Las clasificaciones Aves del Mundo (HBW) y Birdlife International (BLI) consideran a la subespecie T. parzudakii lunigera como una especie separada, la tangara carigualda Tangara lunigera, con base en diferencias de plumaje y morfométricas. Se distingue porque la cara es anaranajada y no roja, las mejillas inferiores amarillas y el negro del dorso se extiende hasta la nuca; es de tamaño ligeramente menor. Esta separación no es seguida todavía por otras clasificaciones.

### Subespecies
Según las clasificaciones del Congreso Ornitológico Internacional (IOC) y Clements Checklist/eBird v.2019 se reconocen tres subespecies, con su correspondiente distribución geográfica:
- Grupo politípico parzudakii/urubambae:
  - Tangara parzudakii parzudakii (Lafresnaye, 1843) – Andes del suroeste de Venezuela, Colombia, este de ecudor y este de Perú.
  - Tangara parzudakii urubambae (J.T. Zimmer, 1943) – sureste de Perú (cordillera Urubamba en Cuzco).

- Grupo monotípico lunigera:
  - Tangara parzudakii lunigera (P.L. Sclater, 1851) – pendiente del Pacífico de Colombia y oeste de Ecuador.